# Jadyn Wong
Jadyn Wong (született: Kristianna Jessa Wong, Medicine Hat, 1989. május 11. –) kanadai színésznő.
Legismertebb szerepe Happy Quinn a CBS TV csatorna 2014-ben indult Skorpió – Agymenők akcióban című sorozatában.

## Élete és pályafutása
1989. május 11-én született hongkongi bevándorlók gyermekeként. 12 éves korában beiratkozott színiiskolába, hogy legyőzze a félénkségét. Gimnáziumba a helyi Medicine Hat High School-ba járt, itt is érettségizett. A Calgary University-n elhalasztotta a tanulmányait, hogy együtt dolgozhasson Robert Duvalllal a Golden Globe-jelölt A szabadság útján című minisorozatban; ez volt az első szerepe. Végül a University of British Columbia hallgatójaként szerzett diplomát kereskedelem szakon. Jadyn fiatalkorában karatézni kezdett, és ez lehetővé tette, hogy később feketeövet szerezhessen a harcművészetből.
2014-ben kezdték sugározni a CBS TV csatorna Skorpió – Agymenők akcióban című sorozatát, amelyben Jadyn főszerepet kapott; a technikai zseni Happy Quinnt alakította. A sorozat negyedik, befejező évadja 2017. szeptember 25-én indult, és 2018-ban ért véget.

## Filmográfia

### Film
| Év   | Magyar cím         | Eredeti cím              | Szerep         | Megjegyzések              |
| ---- | ------------------ | ------------------------ | -------------- | ------------------------- |
| 2009 | Űrkölykök          | Space Buddies            | kínai riporter |                           |
| 2010 |                    | The Letters              | April Jung     | rövidfilm                 |
| 2012 | Cosmopolis         | Cosmopolis               | interjúztató   |                           |
| 2014 |                    | Debug                    | Diondra        |                           |
| 2016 | Megőrjítesz Susana | You're Killing Me Susana | Altagracia     | magyar hangja Bognár Anna |
| 2021 | Időtlen szerelem   | Needle in a Timestack    | Zoe Mikkelsen  |                           |

### Televízió
| Év        | Magyar cím                  | Eredeti cím        | Szerep            | Megjegyzések                                          |
| --------- | --------------------------- | ------------------ | ----------------- | ----------------------------------------------------- |
| 2006      | A szabadság útján           | Broken Trail       | Ghee Moon / Egyes | - minisorozat (2 epizód) - magyar hangja Mánya Zsófia |
| 2010      |                             | Caprica            | játékmester       | 1 epizód                                              |
| 2011      | Kékpróba                    | Rookie Blue        | Mary Vu           | 1 epizód                                              |
| 2011      | Erica világa                | Being Erica        | Rachel            | 6 epizód                                              |
| 2011      |                             | Stay with Me       | Li                | tévéfilm                                              |
| 2014      | Elveszett lány              | Lost Girl          | Dao-Ming          | 1 epizód                                              |
| 2014      |                             | Working the Engels | Shirl             | 1 epizód                                              |
| 2014      |                             | Spun Out           | Esther Wing       | 1 epizód                                              |
| 2014      |                             | Client Seduction   | Molly             | tévéfilm                                              |
| 2014–2018 | Skorpió – Agymenők akcióban | Scorpion           | Happy Quinn       | főszereplő (93 epizód)                                |